# Bahnstrecke Delémont–Delle
| Steinbogenviadukt Combe Maran bei Saint-Ursanne mit einem Flirt-Triebzug |                                                |                                            |                                    |
| Streckennummer (BAV): | 240 (Delémont–Porrentruy–Boncourt–Grenze CH/F) |                                            |                                    |
| Fahrplanfeld: | 240                                            |                                            |                                    |
| Streckenlänge: | 39.93 km / 0.38 km                             |                                            |                                    |
| Spurweite: | 1435 mm (Normalspur)                           |                                            |                                    |
| Stromsystem: | 15 kV 16,7 Hz ~                                |                                            |                                    |
| Maximale Neigung: | 16 ‰                                           |                                            |                                    |
| |                                                |                                            |                                    |
| \| \| \| SBB-Strecken von Basel und Moutier \| \| \| \| 84.61 \| Delémont \| 413 m ü. M. \| \| \| 87.87 \| Courtételle \| 437 m ü. M. \| \| \| 90.11 \| Courfaivre \| 451 m ü. M. \| \| \| 93.50 \| Bassecourt \| 478 m ü. M. \| \| \| \| Sornebrücke Bassecourt (20 m) \| \| \| \| 96.40 \| Glovelier \| 505 m ü. M. \| \| \| \| Anschluss an CJ-RSG \| \| \| \| 96.68 \| Rollschemelanlage \| 508 m ü. M. \| \| \| \| Glovelier (2012 m) \| \| \| \| 98.10 \| Kulminationspunkt \| 520 m ü. M. \| \| \| \| \| \| \| \| \| Montmelon (223 m) \| \| \| \| \| Malvie (68 m) \| \| \| \| \| Malvie (213 m) \| \| \| \| \| Combe Maran (237 m) \| \| \| \| 101.66 \| St-Ursanne \| 492 m ü. M. \| \| \| \| Château (228 m) \| \| \| \| \| Croix (2966 m) \| \| \| \| 107.82 \| Courgenay \| 488 m ü. M. \| \| \| \| Noir-Bois (198 m) \| \| \| \| 112.54 \| CJ-RPB von Bonfol \| 426 m ü. M. \| \| \| 112.87 \| Porrentruy \| 423 m ü. M. \| \| \| \| Courchavon (194 m) \| \| \| \| 116.13 \| Courchavon \| 406 m ü. M. \| \| \| 117.99 \| Courtemaîche \| 397 m ü. M. \| \| \| \| Strecke nach Bure (CH-VBS) \| \| \| \| 119.66 \| Grandgourt (2022 stillgelegt) \| 391 m ü. M. \| \| \| 121.45 \| Buix \| 382 m ü. M. \| \| \| 123.35 \| Boncourt \| 374 m ü. M. \| \| \| \| \| \| \| \| 124.53 464.57 \| Staatsgrenze CH–F Eigentumsgrenze SBB–SNCF \| 369 m ü. M. \| \| \| \| \| \| \| \| 464.19 \| Delle \| 367 m \| \| \| \| SNCF-Strecke nach Belfort \| \| |                                                |                                            |                                    |
| Strecke |                                                | SBB-Strecken von Basel und Moutier         | SBB-Strecken von Basel und Moutier |
| Bahnhof | 84.61                                          | Delémont                                   | 413 m ü. M.                        |
| Haltepunkt / Haltestelle | 87.87                                          | Courtételle                                | 437 m ü. M.                        |
| Bahnhof | 90.11                                          | Courfaivre                                 | 451 m ü. M.                        |
| Haltepunkt / Haltestelle | 93.50                                          | Bassecourt                                 | 478 m ü. M.                        |
| Brücke über Wasserlauf |                                                | Sornebrücke Bassecourt (20 m)              | Sornebrücke Bassecourt (20 m)      |
| Bahnhof | 96.40                                          | Glovelier                                  | 505 m ü. M.                        |
| Strecke |                                                | Anschluss an CJ-RSG                        | Anschluss an CJ-RSG                |
| Abzweig geradeaus und nach links | 96.68                                          | Rollschemelanlage                          | 508 m ü. M.                        |
| Tunnelanfang |                                                | Glovelier (2012 m)                         | Glovelier (2012 m)                 |
| Kulminations-/Scheitelpunkt (im Tunnel) | 98.10                                          | Kulminationspunkt                          | 520 m ü. M.                        |
| Tunnelende |                                                |                                            |                                    |
| Tunnel |                                                | Montmelon (223 m)                          | Montmelon (223 m)                  |
| Brücke |                                                | Malvie (68 m)                              | Malvie (68 m)                      |
| Tunnel |                                                | Malvie (213 m)                             | Malvie (213 m)                     |
| Brücke |                                                | Combe Maran (237 m)                        | Combe Maran (237 m)                |
| Bahnhof | 101.66                                         | St-Ursanne                                 | 492 m ü. M.                        |
| Tunnel |                                                | Château (228 m)                            | Château (228 m)                    |
| Tunnel |                                                | Croix (2966 m)                             | Croix (2966 m)                     |
| Bahnhof | 107.82                                         | Courgenay                                  | 488 m ü. M.                        |
| Brücke |                                                | Noir-Bois (198 m)                          | Noir-Bois (198 m)                  |
| Abzweig geradeaus und von rechts | 112.54                                         | CJ-RPB von Bonfol                          | 426 m ü. M.                        |
| Bahnhof | 112.87                                         | Porrentruy                                 | 423 m ü. M.                        |
| Tunnel |                                                | Courchavon (194 m)                         | Courchavon (194 m)                 |
| Haltepunkt / Haltestelle | 116.13                                         | Courchavon                                 | 406 m ü. M.                        |
| Bahnhof | 117.99                                         | Courtemaîche                               | 397 m ü. M.                        |
| Abzweig geradeaus und nach links |                                                | Strecke nach Bure (CH-VBS)                 | Strecke nach Bure (CH-VBS)         |
| Dienststation / Betriebs- oder Güterbahnhof | 119.66                                         | Grandgourt (2022 stillgelegt)              | 391 m ü. M.                        |
| Haltepunkt / Haltestelle | 121.45                                         | Buix                                       | 382 m ü. M.                        |
| Bahnhof | 123.35                                         | Boncourt                                   | 374 m ü. M.                        |
| |                                                |                                            |                                    |
| Grenze | 124.53 464.57                                  | Staatsgrenze CH–F Eigentumsgrenze SBB–SNCF | 369 m ü. M.                        |
| |                                                |                                            |                                    |
| Bahnhof | 464.19                                         | Delle                                      | 367 m                              |
| Strecke |                                                | SNCF-Strecke nach Belfort                  | SNCF-Strecke nach Belfort          |

Die Bahnstrecke Delémont–Delle ist eine normalspurige Eisenbahnstrecke im Schweizer Kanton Jura und gehört den Schweizerischen Bundesbahnen (SBB).
Die 40 Kilometer lange Strecke von Delémont über Glovelier, Porrentruy und Boncourt über die Grenze ins französische Delle wurde zwischen 1872 und 1877 in drei Etappen eröffnet.

## Geschichte

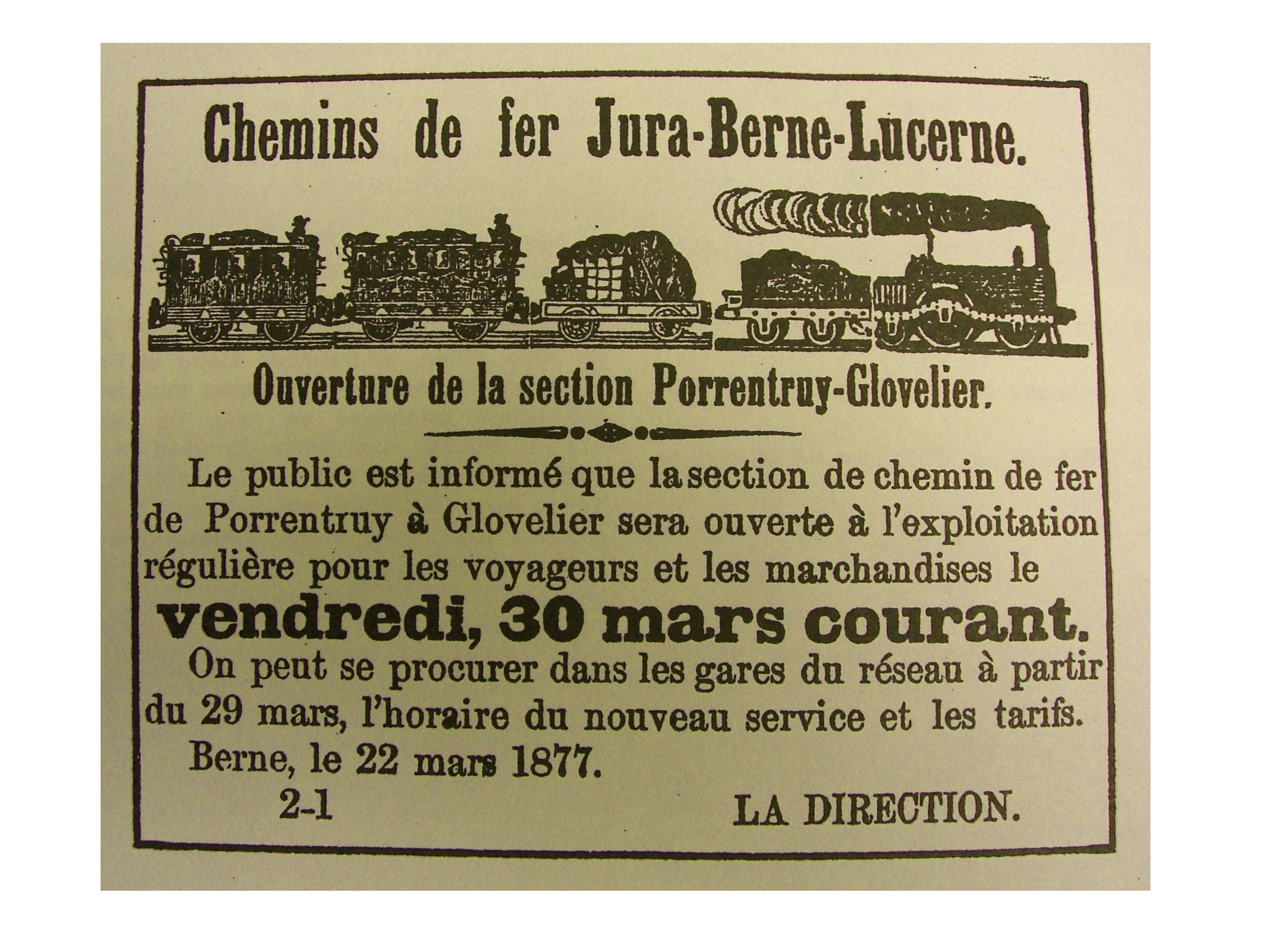
Anzeige zur Streckeneröffnung am 30. März 1877

Militärtransporte während des Ersten Weltkriegs im Bahnhof Pruntrut

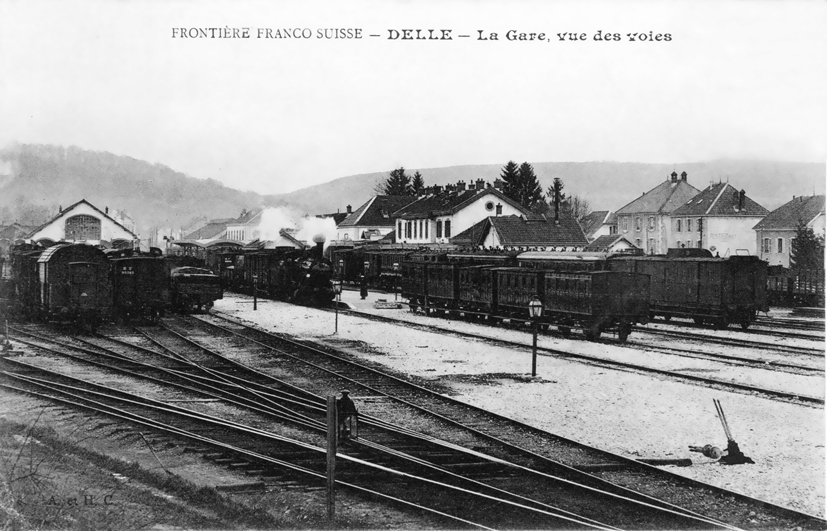
Umfangreicher Verkehr im Bahnhof Delle vor der Elektrifizierung

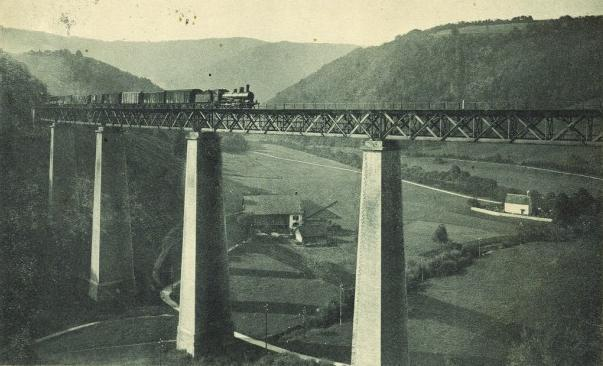
Viadukt Combe Maran im Ursprungszustand

Als erster Abschnitt wurde die Strecke Porrentruy–Boncourt–Delle am 23. September 1872 von der Chemin de fer Porrentruy–Delle (PD) eröffnet. Die Strecke fand in Delle Anschluss an die Bahnstrecke Montbéliard–Audincourt–Morvillars–Delle, die am 29. Juni 1868 von der Compagnie Paris-Lyon-Méditerranée (PLM) eröffnet wurde. Mit der Abtretung des Elsass 1871 an das Deutsche Kaiserreich wurde Delle zum nördlichsten Grenzbahnhof zwischen der Schweiz und Frankreich.
Die PD wurde am 16. August 1876 von der Compagnie du Jura bernois (JB) übernommen. Die JB, wörtlich zu deutsch übersetzt «Berner Jura», entwickelte sich im namengebenden Gebiet früh zur grössten Bahngesellschaft; dies sowohl durch die eigene rege Bautätigkeit, wie auch den Kauf zweier weiterer Bahngesellschaften.
Am 15. Oktober 1876 eröffnete die JB den Abschnitt Delémont–Glovelier. Der Zusammenschluss mit der ehemaligen PD-Strecke erfolgte am 30. März 1877 mit Eröffnung des Abschnitts Glovelier–Porrentruy, der über aufwändige Kunstbauten verfügt.
Dieser Zusammenschluss mit dem übrigen Schweizer Normalspurnetz markierte auch den Beginn des Aufschwungs des Schienenverkehrs über den Grenzbahnhof Delle. Die Compagnie de l’Est (EST), die mit der Abtrennung des Elsass auch einen Teil ihrer Strecken und den Zugang nach Basel verloren hatte, eröffnete am 13. August 1877 die Verbindungsstrecke Belfort–Morvillars, die in Danjoutin von der Hauptstrecke Paris–Mulhouse abzweigt. Zwischen Morvillars und Delle verlegte die EST zudem ein eigenes, zweites Gleis.
Der Eigentümer der Strecke Delémont–Delle wechselte in den nächsten Jahren mehrfach den Namen: Am 1. Juli 1884 wurde die JB zur Jura–Bern–Luzern (JBL) umbenannt, die JBL fusionierte dann per 1. Januar 1890 zur Jura-Simplon-Bahn (JS). Die JS war eine der fünf grossen Privatbahngesellschaften der Schweiz, die verstaatlicht wurden; sie wurde per 1. Mai 1903 in die Schweizerischen Bundesbahnen (SBB) integriert.
Neben internationalen Personenzügen verkehrten insbesondere Güterzüge aus Frankreich über Delle, da der alte Zugang nach Basel durch das Elsass und damit über deutsches Gebiet führte. Um die zusätzliche Zollbehandlung zu umgehen, wurden Züge bevorzugt über Delle nach Delémont und weiter nach Basel oder einen Umweg nach Biel geleitet. Gemessen an der Transitgütermenge rangierte der Bahnhof Porrentruy im Jahre 1913 statistisch auf dem vierten Rang. Mit Inbetriebnahme des Grenchenbergtunnels 1915 wurde zudem die Strecke zwischen Delémont und Biel stark verkürzt.
Der elektrische Betrieb der SBB unter 15 kV 16⅔ Hz Wechselstrom wurde auf der Strecke Delémont–Delle am 15. Mai 1933 aufgenommen, dabei wurde auch der kurze Abschnitt zwischen der Landesgrenze und dem Bahnhof Delle von den SBB elektrifiziert.
Die französischen Anschlussstrecken kamen mit der Verstaatlichung der PLM und der EST per 1. Januar 1938 ins Eigentum der SNCF. Nach Ausbruch des Zweiten Weltkriegs kam der Grenzverkehr via Delle zum Erliegen.
Nach dem Zweiten Weltkrieg wurde der Bahnverkehr wieder aufgenommen, und 1948 vereinbarten die Schweiz und Frankreich den Bau eines neuen Grenzbahnhofs in Delle. Auf französischer Seite setzte allerdings ein Abschwung ein, der zuletzt doppelspurige Abschnitt Morvillars–Delle wurde 1953 aufgrund von Einsparungen auf ein Gleis zurückgebaut. Von der beabsichtigten Elektrifikation sah die SNCF 1957 endgültig ab, stattdessen wurde die Strecke bis Basel SNCF elektrifiziert. Der neue Grenzbahnhof in Delle konnte allen Widrigkeiten zum Trotz 1967 eröffnet werden.
Im Laufe der Zeit verlor Delle gegenüber den elektrifizierten Eisenbahn-Grenzübergängen Basel, Les Verrières und Vallorbe sukzessive an Bedeutung. Die letzten durchgehenden Züge zwischen Delémont und Belfort – mit guten Anschlüssen an Fernverkehrszüge nach Paris – wurden am 26. September 1992 aufgegeben und die Strecke Belfort–Delle von der SNCF für den Personenverkehr stillgelegt. Der grenzüberschreitende Güterverkehr auf dem Abschnitt Boncourt–Delle wurde von den SBB per 30. Juni 1993 eingestellt, im selben Jahr legten auch die SNCF den Abschnitt Morvillars–Delle vollständig still.
Mit Fahrplanwechsel vom 27. Mai 1995 stellten die SBB die Bedienung des Bahnhofs Delle von Schweizer Seite her ein. Mit dem Wegfall des Personenverkehrs wurde der Abschnitt Boncourt–Delle am 1. Juni 1996 stillgelegt und de-elektrifiziert. Da der ehemalige Grenzbahnhof Delle nutzlos wurde, wurden in den Jahren 1996 und 1997 praktisch die gesamten Gleisanlagen des weitläufigen Bahnhofs demontiert.
Am 16. September 1996 stiess in Courfaivre der NPZ-Regionalzug Porrentruy–Delémont mit der von Delémont nach Glovelier verkehrenden Lokomotive Re 4/4 II 11304 zusammen. 30 Personen wurden verletzt, zwei davon schwer. Der Triebfahrzeugführer des NPZ wurde von Jugendlichen abgelenkt, die die Türschliessung behinderten.
Nach 2000 kamen erste Ideen auf, die Strecke Belfort–Delle zu reaktivieren, den grenzüberschreitenden Personenverkehr wieder aufzunehmen und – nach Inbetriebnahme der LGV Rhin-Rhône – den an der Strecke Belfort–Delle gelegenen Bahnhof Belfort-Montbéliard TGV mit Regionalzügen aus Belfort und über die alte Strecke aus der Schweiz zu erschliessen.
Als erster symbolischer Schritt wurde der 1,6 km lange Abschnitt Boncourt–Delle reaktiviert. Die Kosten von rund 1,3 Mio. Schweizer Franken trugen in erster Linie die Region Franche-Comté und der Kanton Jura, finanzielle Beiträge leisteten zudem Frankreich, die Schweiz, die EU, die RFF, die SBB, die SNCF und die Gemeinde Delle. Für die Wiederinbetriebnahme musste das stellenweise zugewachsene Trassee freigelegt und der Unterbau erneuert werden. Im sonst schienenlosen Bahnhof Delle wurde ein neues Gleis verlegt, und die Strecke wurde re-elektrifiziert. Nach der offiziellen und symbolträchtigen Einweihungsfeier vom 8. Dezember wurde mit Fahrplanwechsel vom 10. Dezember 2006 der grenzüberschreitende Schienenverkehr durch die SBB wieder aufgenommen.
Die Reaktivierung der Strecke Belfort–Delle, damit die Verbindung von Belfort nach Porrentruy und die Anbindung im Bahnhof Belfort-Montbéliard TGV in Meroux an das TGV-Netz, ursprünglich für den Fahrplanwechsel 2017 geplant, erfolgte am 6. Dezember 2018 mit einer feierlichen Wiedereröffnung. Am 9. Dezember 2018 (Fahrplanwechsel) wurde der reguläre Betrieb auf der Strecke Belfort-Delle wieder aufgenommen.

## Kunstbauten
Das Viadukt Combe Maran bei St-Ursanne wurde zwischen 1875 und 1876 von den Gebrüdern Decker aus Cannstatt in Württemberg erstellt. In 50 Metern Höhe verschwenkt es in einer leichten Kurve über das Tal. Ursprünglich als auf fünf Pfeilern ruhendes Viadukt mit Stahlauflieger errichtet, wurde es zwischen 1929 und 1930 durch weitere Pfeiler verstärkt.

## Anschlussstrecken
Delémont
- Die Strecke Delémont–Basel wurde am 25. September 1875 von der JB eröffnet.
- Die Strecke Moutier–Delémont wurde am 16. Dezember 1876 von der JB eröffnet.

Glovelier
- Die Strecke Saignelégier–Glovelier wurde am 21. Mai 1904 vom Régional Saignelégier–Glovelier (RSG) eröffnet. Nach der Fusion des RSG zur CJ wurde die Strecke am 8. Mai 1948 stillgelegt und auf Meterspur umgebaut. Seit der Wiedereröffnung am 4. Oktober 1953 besteht in Glovelier eine Rollschemelanlage für den Umlad und Transport normalspuriger Wagen auf der meterspurigen Strecke.

Porrentruy
- Die Strecke Porrentruy–Bonfol wurde am 14. Juli 1901 von der RPB eröffnet.

Courtemaîche
- Die Strecke Courtemaîche–Bure wurde am 19. März 1968 von der Eidgenossenschaft eröffnet und dient für Militärtransporte zum Armeewaffenplatz Bure.

Delle
- Die Strecke Belfort–Delle wurde am 29. Juni 1868 von der PLM eröffnet.

## Verkehr
Seit Dezember 2004 verkehren stündlich Züge der Linie S3 der S-Bahn Basel von Basel bis Porrentruy. Zwischen Dezember 2010 und 2015 verkehrten noch halbstündlich weitere S3 Züge von Delémont bis Glovelier mit Anschlüssen in Delémont auf den ICN und den RegioExpress. Seit Fahrplanjahr 2014 verkehren stündlich RegioExpress-Züge zwischen Delle, Delémont und Biel/Bienne; diese wurden per Fahrplanjahr 2019 nach Meroux (Belfort-Montbéliard TGV) verlängert.